# Coquecigrue (créature)
Pour les articles homonymes, voir Coquecigrue.
La coquecigrue est une créature imaginaire chimérique et burlesque  mentionnée pour la première fois par Rabelais dans Gargantua.

## Étymologie
De coq, cigogne et grue, ou de coq, ciguë et grue.

## Origine et mœurs
La coquecigrue serait née de l'union d'un coq, d'une grue et de la ciguë, dont elle est d'ailleurs friande. Les coquecigrues se déplacent par bandes d'oiseaux migrateurs, mais dès qu'un humain les aperçoit, l'oiseau qui se trouve en tête pousse un cri perçant pour alerter les autres. Les coquecigrues s'envolent alors vers le ciel et deviennent invisibles.

## Mentions
G. Lenotre raconte dans son ouvrage, Les Tuileries, que Charles X tenta d'animer des soirées aux Tuileries, mais elles étaient fastidieuses, un jour cependant cette petite cour rit de bon cœur : « Charles X, les lunettes au nez, fait sa partie de whist. Il est mauvais joueur ; dans le mortel silence, on l'entend crier « Cochon ! » quand son adversaire abat une carte maîtresse. Un soir, jouant contre M. de Vérac, il s'emporte : « Vous êtes une coquecigrue ! » crie-t-il. Blessé, Vérac se défend : « Non, Sire, je ne suis pas une coquecigrue. » Le roi riposta : « Savez-vous ce que c'est qu'une coquecigrue ? – Non Sire, je ne sais pas ce que c'est qu'une coquecigrue. – Eh bien monsieur, moi non plus. » Cette réplique fit événement, car toute la société la mit à profit pour éclater de rire, ce qui n'arriva qu'une seule fois. »
Dans Gargantua œuvre de François Rabelais, une sorcière prédira à Picrochole son avenir à la suite de sa défaite face à l'armée de Grandgousier « Traversant ensuite la rivière à Port-Huault et racontant ses infortunes, il rencontra une vieille sorcière qui lui prédit que son royaume lui serait rendu à la venue des coquecigrues. » Dans Gargantua, les coquecigrues apparaissent comme des animaux imaginaires, rendant à Picrochole toute légitimité sur son royaume ; la citation est à la page 339 de Gargantua.
Dans la série de livres Harry Potter, Ron Weasley possède un minuscule hibou que Sirius Black lui a offert. Dans la traduction française, sa sœur Ginny l'a nommé Coquecigrue.